# アンリ・スタンブリ
アンリ・スタンブリ（Henri Stambouli, 1961年8月5日 - 2023年11月17日）は、フランス領アルジェリア・オラン出身の元サッカー選手、サッカー指導者。
息子のベンジャミン・スタンブリはアダナ・デミルスポル所属のサッカー選手。

## 所属クラブ
- 1975年 - 1977年  ロデーズAF
- 1977年 - 1986年  ASモナコ
- 1986年 - 1989年  オリンピック・マルセイユ

## 指導歴
- 1994年 - 1995年  オリンピック・マルセイユ
- 1998年 - 1999年  ギニア代表
- 2000年 - 2001年  FCシオン
- 2001年 - 2003年  CSスダン・アルデンヌ
- 2003年 - 2004年  マリ代表
- 2004年  UDラス・パルマス
- 2004年  クラブ・アフリカーン
- 2004年 - 2005年  ラジャ・カサブランカ
- 2005年 - 2006年  シャールジャFC
- 2006年  アル・ジャジーラ・クラブ
- 2006年 - 2007年  FARラバト
- 2008年  トーゴ代表
- 2008年 - 2010年  FCイストル
- 2021年  JSカビリー